# Yamin Israel
Yamin Israel (hebräisch ימין ישראל, englisch Right Israel) war eine israelische rechtsgerichtete Partei, die kurzzeitig in der Knesset einen Sitz hatte.

## Geschichte
Die Partei wurde am 24. Juli 1995 von Shaul Gutman nach seinem Austritt aus der Partei Moledet gegründet. Bei den Wahlen in Israel 1996 scheiterte die Partei an der Sperrklausel von 1,5 Prozent und zog so nicht in die 14. Knesset ein.
Bei den Wahlen 2003 bildete sie mit der Partei Cherut – HaTnu’a HaLeumit eine gemeinsame Liste, die einen Stimmenanteil von 1,1 Prozent (absolut 36202 Stimmen) erzielen konnte. Die Listenverbindung scheiterte an der Sperrklausel.
Gemeinsam mit der Partei Jüdische nationale Front beteiligte sich die Partei an den Wahlen 2006 und scheiterte mit einem Wahlergebnis von 0,79 Prozent ebenfalls an der Sperrklausel.
Bei den Wahlen 2009 beteiligte sich die Partei nicht.

## Politische Ausrichtung
Die Ziele der Partei sind:
- Ersetzung des vorhandenen Verhältniswahlrechts durch ein Wahlkreisbasiertes.
- Einführung eines Präsidentiellen Regierungssystems.
- Berufung der Richter am Obersten Gericht Israels durch den Präsidenten.
- Aufnahme eines Verbots für Parteien, die die jüdische Natur Israels verleugnen, in das zukünftige Grundgesetz Israels.
- Widerrufen der Bürgerrechte von unloyalen Bürgern.
- Widerrufen der Zuschüsse für erwachsene Kinder.
- Widerrufen der Großvater-Klausel im Rückkehrgesetz.
- Ausweitung des Wahlrechts auf im Ausland lebende Israelis.
- Rügung der Sender CNN und BBC für ihre antisemitische Haltung.
- Auslaufenlassen der Militärhilfe der USA für Israel.